# Symphonie no 65 de Joseph Haydn
La Symphonie no 65 en la majeur Hob. I:65 est une symphonie du compositeur autrichien Joseph Haydn. Composée en 1778, elle comporte quatre mouvements.

## Analyse de l'œuvre
1. Vivace e con spirito, en la majeur, à , 129 mesures
2. Andante, en ré majeur, à 
, 145 mesures
3. Menuet, en la majeur, à 
, 60 mesures
4. Presto, en la majeur, à 

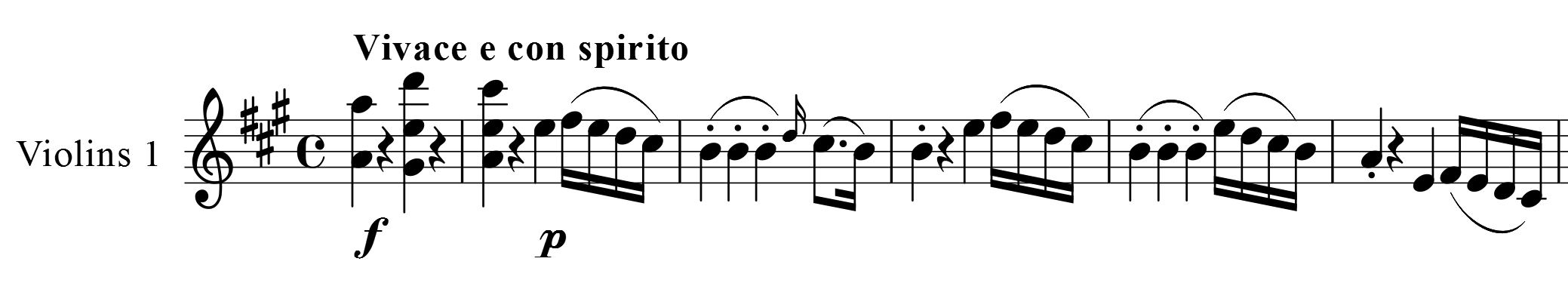
Début du Vivace e con spirito

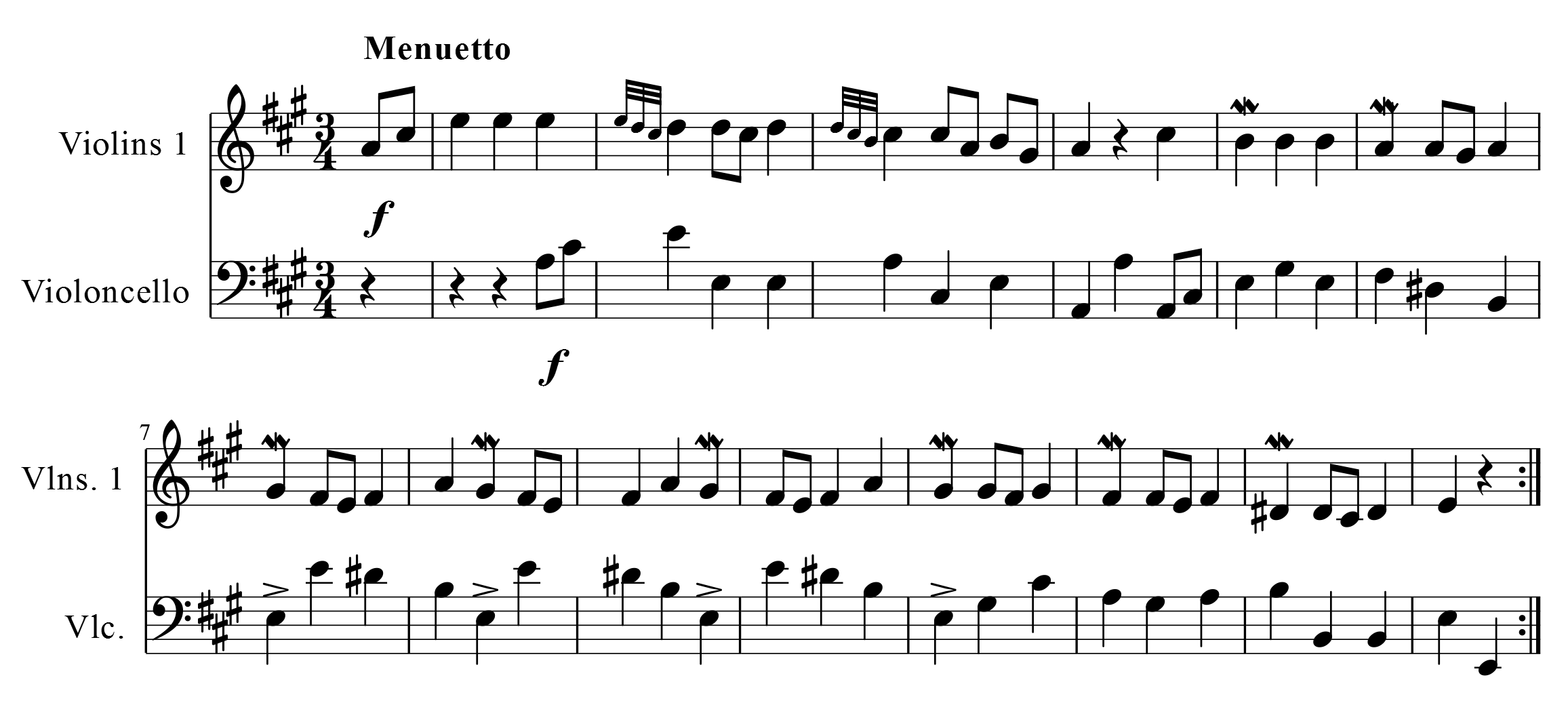
Première partie du Menuetto

, 84 mesures

Durée approximative : 25 minutes.

## Instrumentation
- deux hautbois, deux cors, cordes.